# МКС-13
МКС-33 — тринадцятий довготривалий екіпаж Міжнародної космічної станції. Його робота розпочалася 1 квітня 2006 року з моменту відстиковки від МКС корабля Союз TMA-07, який повернув на Землю попередній екіпаж МКС-12 та завершилася 22 вересня 2006 року.

## Екіпаж
- Павло Виноградов (2-й космічний політ) (Росія), командир екіпажу
- Джефрі Вільямс (Jeffrey Williams) (2) (США), бортінженер
- Томас Райтер (2) (Thomas Reiter) (Німеччина, ЕСА), бортінженер